# Witheringia wurdackiana
Witheringia wurdackiana là loài thực vật có hoa trong họ Cà. Loài này được Benítez miêu tả khoa học đầu tiên năm 1997.